# ワルテル・カンネマン
ワルテル・カンネマン（スペイン語: Walter Kannemann、1991年3月14日 - ）は、アルゼンチンのサッカー選手。ポジションはDF。

## クラブ歴
CAサン・ロレンソ・デ・アルマグロの下部組織出身で2010年にトップチームに昇格、2015年にリーガMXのCFアトラスに移籍した。2016年にカンピオナート・ブラジレイロ・セリエAのグレミオFBPAに移籍。

## タイトル
サン・ロレンソ
- プリメーラ・ディビシオン: 2013イニシアル
- コパ・リベルタドーレス: 2014

グレミオ
- コパ・ド・ブラジル: 2016
- コパ・リベルタドーレス: 2017